# Weerstation

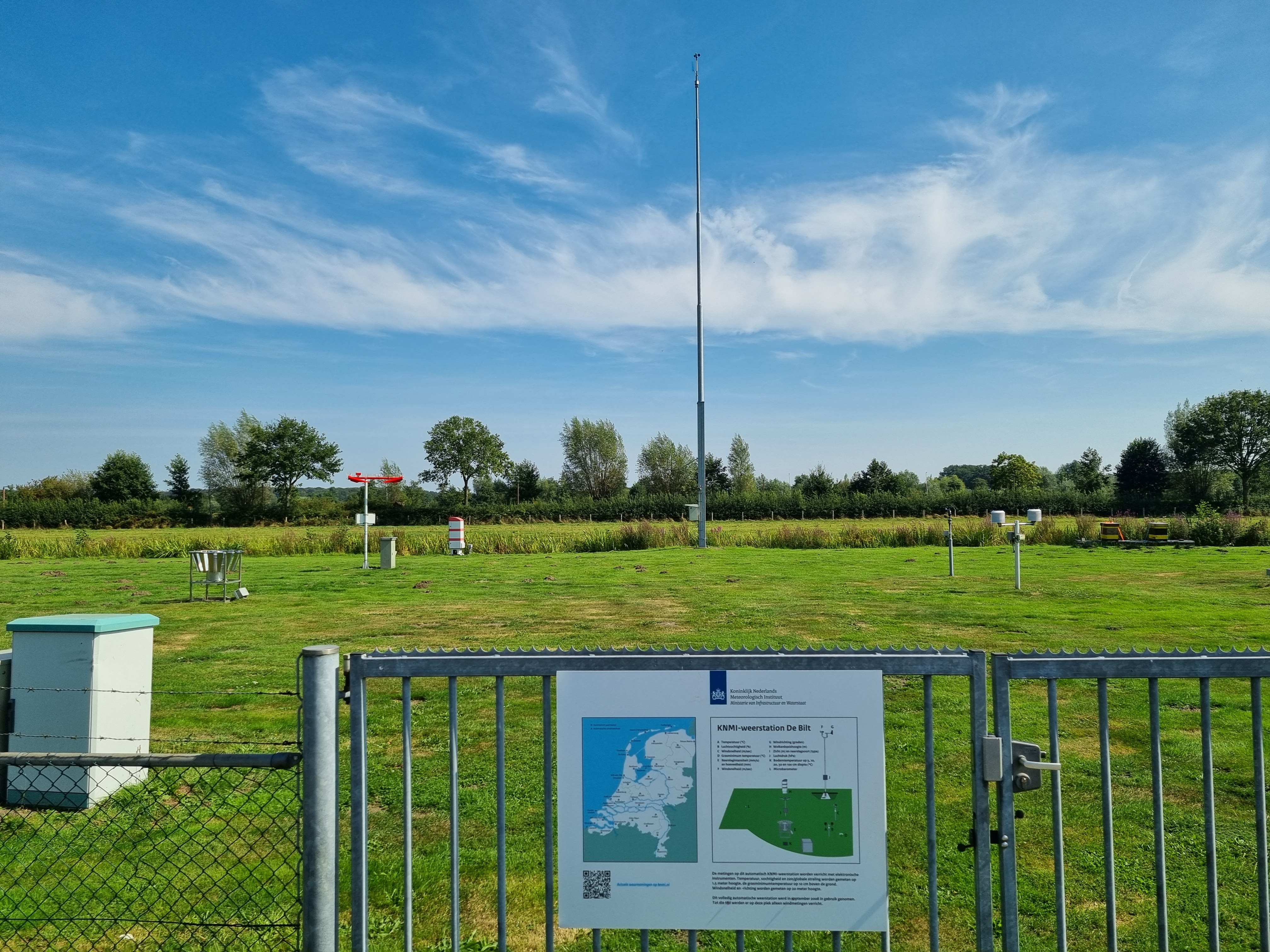
KNMI-weerstation De Bilt

Een weerstation is een verzameling instrumenten die het weer kunnen meten. Zo'n weerstation wordt handmatig of automatisch uitgelezen.
Met een weerstation wordt ook een meteorologisch station zelf bedoeld, dus een locatie waar weerinstrumenten staan opgesteld. Er wordt onderscheid gemaakt tussen synoptische weerstations, waar alleen grondwaarnemingen worden verricht, en aerologische weerstations, waar ook de wind, luchtdruk, temperatuur en vochtigheid in de bovenlucht worden gemeten.

## Richtlijnen
Bij het meten van waarden in de weerkunde, wordt rekening gehouden met de richtlijnen van de Wereld Meteorologische Organisatie (kortweg WMO). Deze organisatie heeft precies vastgelegd hoe er gemeten moet worden.

## Onderdelen
De onderdelen waaruit een weerstation vaak bestaat zijn
- een thermometer voor het meten van de temperatuur
- een hygrometer voor het meten van de luchtvochtigheid
- een barometer voor het meten van de luchtdruk
- een anemometer voor het meten van de windsnelheid
- een windvaan voor het meten van de windrichting
- een stralingssensor of pyranometer voor het meten van de globale straling
- een zonneschijnmeter voor het meten van het aantal uren zonneschijn
- een regenmeter of pluviometer voor het meten van de hoeveelheid neerslag

## Opstelling
De WMO heeft vastgelegd in een document hoe de instrumenten moeten worden opgesteld. Zo moeten de thermometer en hygrometer 1,5 meter boven kortgeknipt gras zijn gehangen, in een witgeschilderde weerhut. De anemometer en de windvaan moeten op 10 meter hoogte zijn bevestigd, op een plaats waar de wind vrij spel heeft. Anemometers die meedraaien met de windvaan zijn in principe niet toegestaan volgens de WMO.
In woningen treft men vaak een weerstation aan, veelal bestaande uit een barometer, hygrometer en thermometer in een sierlijke behuizing. Vanwege de opstelling binnenshuis kan van een dergelijk weerstation alleen de barometer serieus worden genomen.

## Gegevensverwerking
Metingen van weerstations worden automatisch of handmatig doorgegeven aan weerdiensten als het KNMI en MeteoGroup Nederland. Deze weerdiensten geven de metingen vervolgens weer door aan andere weerdiensten van over de hele wereld. Een gedeelte van de gegevens komt bovendien bij het Europees Centrum voor Weersverwachtingen op Middellange Termijn (ECWMT), waar een supercomputer staat die weersverwachtingen berekent. Onder andere het KNMI gebruikt deze weersverwachtingen om een weersvoorspelling te doen voor Nederland.

## KNMI-weerstations
Het KNMI beheert in Nederland 33 automatische weerstations op land en 13 automatische weerstations op productieplatforms in het Nederlandse deel van het continentaal plat van de Noordzee. Deze weerstations rapporteren elke 10 minuten meteorologische meetgegevens, zoals temperatuur, relatieve vochtigheid, windsnelheid, windstoten, windrichting, luchtdruk, zicht en wolkenhoogte.

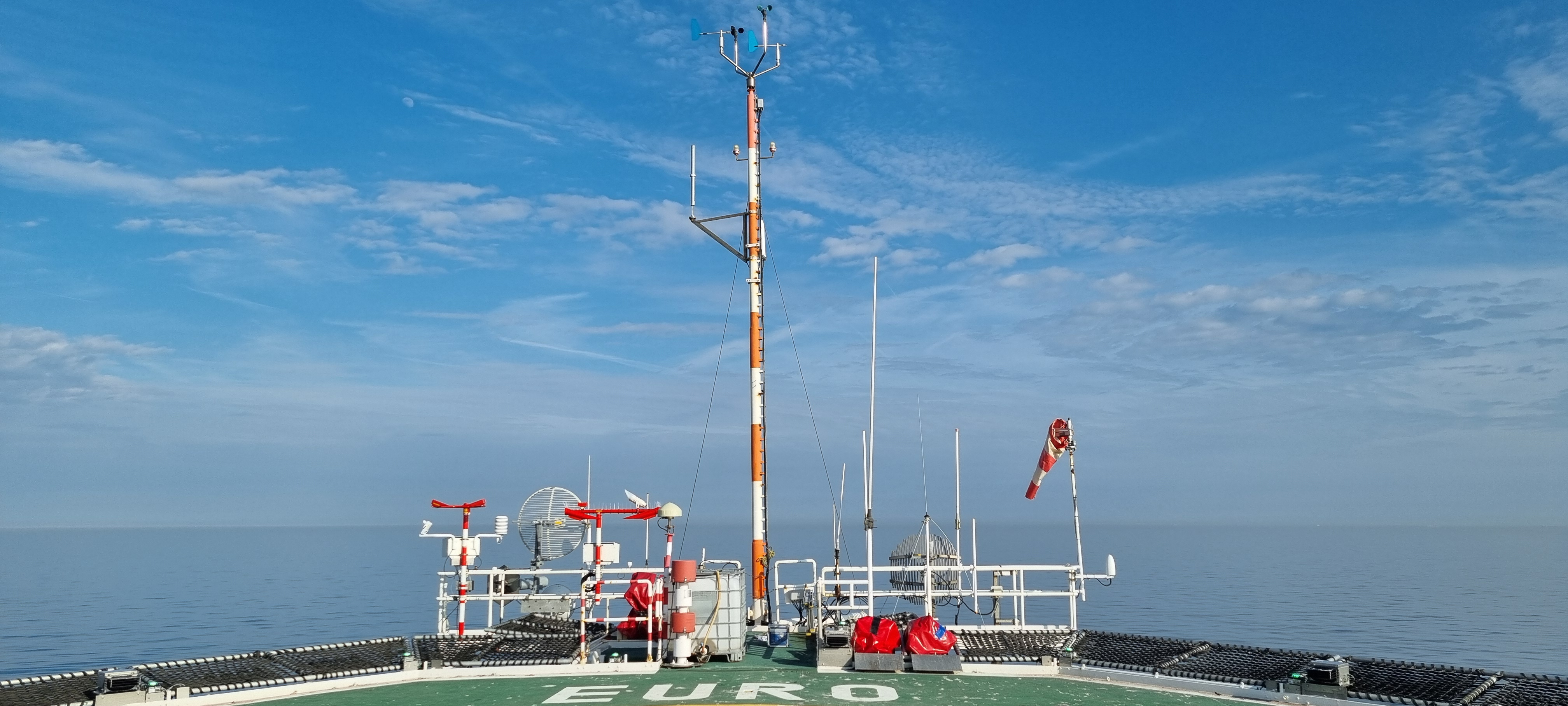
Wind- en zichtmeting Europlatform

## Amateurstations

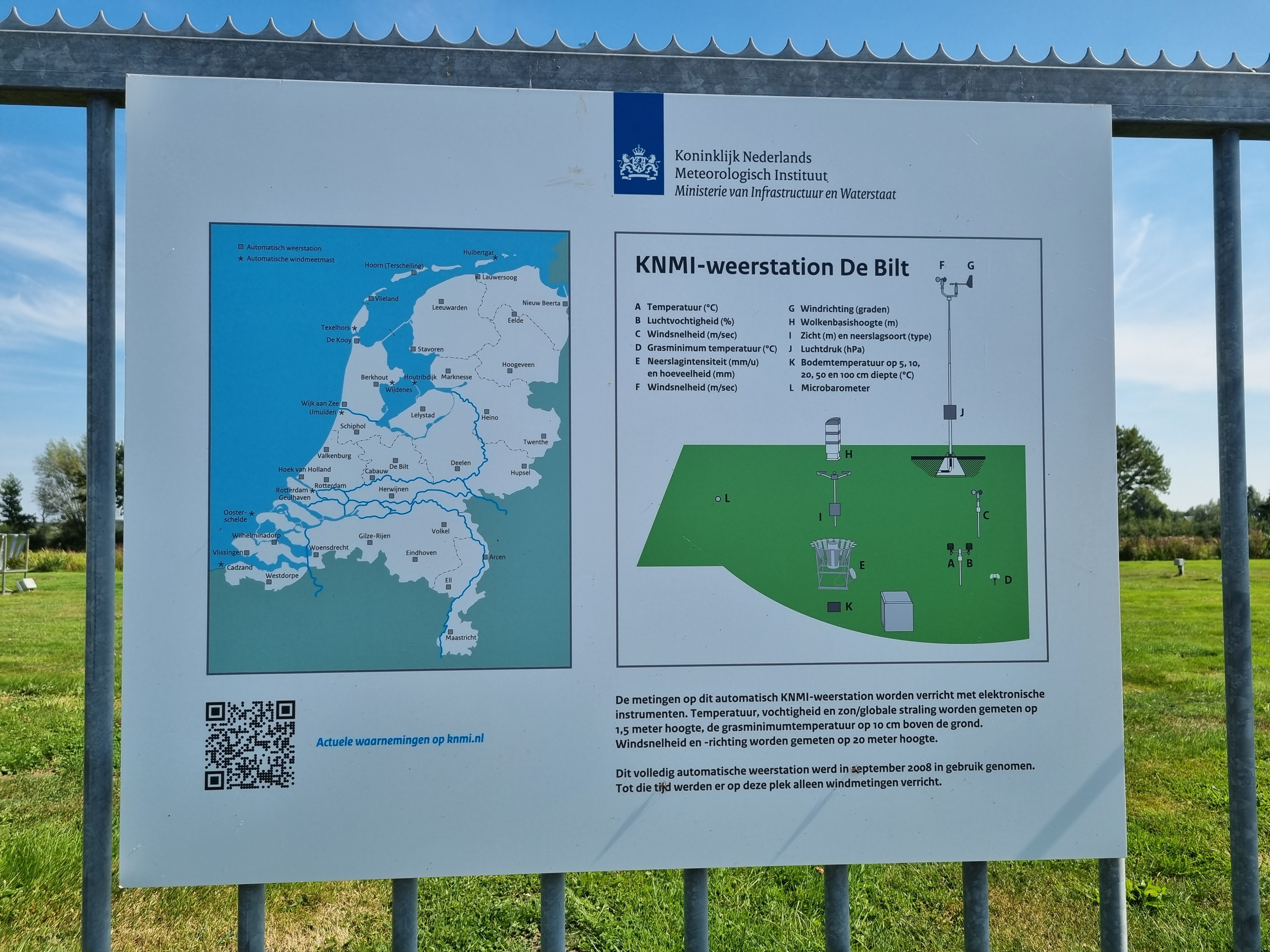
Overzicht KNMI weerstations in Nederland

Over de wereld zijn veel amateurs die met een simpel elektronisch weerstation het weer meten. Sommige weeramateurs geven deze metingen door aan weerdiensten. Het KNMI beschikt ook over een netwerk van 325 vrijwillige waarnemers die dagelijks neerslaghoeveelheid en sneeuwhoogte meten. Met name neerslagmetingen zijn erg belangrijk, omdat de hoeveelheid neerslag sterk verschilt per plaats. Dankzij meer metingen kunnen dan betere weersverwachtingen worden opgesteld. In Nederland en België zijn de meeste weeramateurs aangesloten bij de Vereniging voor Weerkunde en Klimatologie en Het Weer Actueel.

## Tekort
Op zee en in bevolkingsarme gebieden zijn relatief weinig weerstations. Om een betere weersverwachting te kunnen opstellen zijn meer weerstations nodig in die gebieden. Een aantal afgelegen eilanden zonder (permanente) bevolking, zoals het Noorse Bouvet Eiland bij Antarctica, dient als weerstation. Weersatellieten kunnen dit tekort gedeeltelijk opvangen, maar meer weerstations zijn beter.

## Meteorologische hoogstations
Op theoretische- en ervaringsgronden ontstond de behoefte om constante meteorologische waarnemingen te kunnen doen in de hogere luchtlagen. Hoewel al vroeg boven op bergen waarnemingen plaatsvonden, zoals b.v in 1781 op de Hohenpeißenberg in Beieren, op de grote St. Bernhard in Zwitserland sinds 1807 en op de Sneeuwkop sinds 1824 (het koninklijk observatorium werd hier op 5 juli 1900 geopend), hadden deze nog slechts theoretische waarde. Pas op de internationaal meteorologencongressen van 1873 en daarna werden de resultaten meer systematisch verwerkt en benut.
Naar de toestand van de stations op de bergen onderscheidt men: hangstations, kamstations en topstations. Waar de atmosfeer bij het weeronderzoek uiteraard van groot belang is, verdienen de topstations de voorkeur, vooral wanneer ze zich bevinden op geïsoleerde bergen of op bergen die de anderen overheersen. De hang- en kamstations worden in de regel te veel beïnvloed door hun omgeving. Dit soort stations vindt men voornamelijk in landen met uitgestrekte hoogvlakten, zoals Zuid-Afrika en Midden-Mexico (1000 meter, soms wel 2000 meter hoog). Hier hebben in feite alleen de stations aan de rand van de vlakten het karakter van hoogstations. Waar echter deze onderscheiding alleen met nauwkeurige bekendheid met de plaatselijke gesteldheid, zijn in onderstaande tabel van de aan het eind van de 19e eeuw in gebruik zijnde hoogstations alleen de werkelijke hoogstations met de hoogte boven de zeespiegel opgenomen.
Het is mogelijk dat door wijzigingen in de politieke situatie, stations een andere naam hebben, dan wel gesloten zijn in verband met de voortschrijdende technische en economische ontwikkelingen (te duur, satellietgegevens etc.). De lijst stamt van 1959.
Duitsland
- Brocken, Harz - 1141 meter
- Schmücke, Thüringer Woud - 911 meter
- Fichtelberg, Ertsgebergte - 1213 meter
- Höchenschwand, Zwarte Woud - 1005 meter
- Todtnauberg, Zwarte Woud - 1021 meter
- Böttingen, Schwäbische Alb - 908 meter
- Hirschberg, Beierse alpen - 1512 meter
- Hohenpeißenberg, Beierse Alpen - 994 meter
- Wendelstein, Beierse Alpen - 1728 meter
- Zugspitze, Beierse Alpen - 2965 meter

Italië
- Etna - 2942 meter
- Santo Stefano d'Aveto, Genua - 1010 meter
- Moncenisio, Mont Cenis - 1930 meter
- Montespluga, Splügen - 1904 meter
- Balcava, Bergamo - 1250 meter

Centraal-Europa
- Arabba, Tirol - 1612 meter
- Galtür, Tirol - 1590
- Pejo, Tirol - 1580 meter
- Prinz Heinrich, Reuzengebergte - 1410 meter
- Sneeuwkop, Reuzengebergte - 1603 meter
- Glatzer, Tsjechië - 1217 meter
- Rein, Tirol - 1600 meter
- Rollepas, Tirol - 2000 meter
- Schneeberg, Tirol - 2232 meter
- Bent, Tirol - 1893 meter
- Schmittenhõhe, Salzburg - 1935 meter
- Sonnblick, Salzburg - 3106 meter
- Untersberg, Salzburg - 1663 meter
- Semmering, Neder-Oostenrijk - 1803 meter
- Clocknerhaus, Karinthië - 2127 meter
- Stelzing - 1410 meter
- Obir - 2044 meter
- Hurkenthal, Bohemer Woud - 1010 meter
- Zakopane, Tatra - 837 meter

Ex-Joegoslavië
- Bjelasnica, Bosnië - 2067 meter
- Erkvice, Dalmatië - 1097 meter
- Goli Brh., Dalmatië - 1311 meter

Spanje
- Escorial - 1027 meter

Frankrijk
- Pic du Midi, Pyreneeën - 2859 meter
- Gavarnie, Pyreneeën - 1357 meter
- Aigoual, Cevennen - 1554 meter
- Puy de Dôme - 1467 meter
- Mont Ventoux - 1900 meter
- Mont Mounier - 2740 meter
- Grands Mulets, Mont Blanc - 3021 meter
- Bosses, Mt. Blanc - 4359 meter
- Ballon de Cervance, Vogezen - 1216 meter

Schotland
- Ben Nevis - 1343 meter

Noorwegen
- Röros - 630 meter
- Jerkinn bij Dovre - 959 meter
- Kongens Grube - 856 meter

Zwitserland
- Julier - 2243 meter
- Bernhardin - 2070 meter
- Monte Generoso - 1610 meter
- Grächen bij Visp - 1632 meter
- Grote Sint-Bernhardpas - 2475 meter
- Les Avants, Montreux - 978 meter
- Rochers de Raye - 1977 meter
- Chaumont - 1178 meter
- St. Beatenberg - 1150 meter
- Pilatus (berg) - Kulm - 2067 meter
- Rigi, Kulm - 1787 meter
- Säntis - 2500 meter

Roemenië
- Sinaia - 860 meter

Rusland
- Gudaur, Tbilisi - 2204 meter
- Mlety, Tbilisi - 1470 meter
- Sjoesja, Tbilisi - 1368 meter
- Elbroes, Kaukasus - 5636 meter

Israël/Palestina
- Jeruzalem - 790 meter

India, Pakistan
- Quetta - 1677 meter
- Leh - 1830 meter
- Para Tsjinar - 1830 meter
- Murry - 1930 meter
- Shimla - 2201 meter
- Tsjakatra - 2140 meter
- Mussuri - 2043 meter
- Ranikhet - 1850 meter
- Yatung - 3194 meter
- Darjeeling - 2407 meter
- Mount Abu - 1201 meter
- Patsjmarhi - 1075 meter
- Wellington - 1890 meter
- Kodaikanal - 2340 meter

Indonesië
- Tosari, Java - 1777 meter

Australië
- Armidale, New South Wales - 1016 meter
- Kiandra, New South Wales - 1414 meter
- Mount Victoria, New South Wales - 1064 meter
- Mount Kosciuszko, New South Wales - 2233 meter
- Mount St. Bernhard, Victoria - 1542 meter
- Mount Wellington, Tasmanië - 1300 meter

Afrika
- Fort National, Algerije - 916 meter
- Sint-Helena - 538 meter
- Tananarivo, Madagaskar - 1360 meter
- Buca, Kameroen - 970 meter

Noord- & Centraal-Amerika
- Mount Washington, New Hampshire - 1918 meter
- Oaxaca, Mexico - 1574 meter
- Quezaltenango, Guatemala - 2350 meter
- Camp Jacob, Guadeloupe - 533 meter

Zuid-Amerika
- Arequipa, Peru - 2600 meter
- Mount Misti, Peru - 5850 meter
- Huaina Potosi, Bolivia - 4920 meter

Bovendien hebben sommige waarnemingsstations op torens min of meer het karakter van hoogstations, zoals Straatsburger münster, 136 meter; Ulmer münster, 145 meter; Eiffeltoren, 302 meter.